# Caratê nos Jogos Olímpicos de Verão de 2020 - Até 67 kg masculino
A categoria kumite até 67 kg masculino do caratê nos Jogos Olímpicos de Verão de 2020 ocorreu no dia 5 de agosto de 2021 no Nippon Budokan, em Tóquio. Um total de 11 caratecas, cada um representando um Comitê Olímpico Nacional (CON), participaram do evento.

## Qualificação
Um total de 10 competidores poderiam se qualificar para a categoria até 67 kg do kumite, cada um representando um CON, conforme abaixo:
- 1 do país-sede, Japão;
- 4 pelo ranking de qualificação olímpica de maio de 2021;
- 3 pelo Torneio de Qualificação Olímpica do Caratê de 2021;
- 2 por representatividade continental ou por convite da Comissão Tripartite.

Adicionalmente mais uma vaga foi atribuída para a Equipe Olímpica de Refugiados, indo para Hamoon Derafshipour, totalizando 11 caratecas inscritos.

## Formato
A competição começou com uma fase grupos seguida por uma fase final eliminatória. Cada chave foi composta por cinco ou seis caratecas, com o classificado em primeiro lugar no Grupo A enfrentando o que terminou em segundo lugar no Grupo B nas semifinais, e vice-versa. Não houve disputas pela medalha de bronze nos eventos de kumite. Os perdedores das semifinais receberam uma medalha de bronze cada um.

## Calendário
Horário local (UTC+9)
| Dia         | Horário | Fase           |
| ----------- | ------- | -------------- |
| 5 de agosto | 12:20   | Fase de grupos |
| 5 de agosto | 20:05   | Semifinal      |
| 5 de agosto | 20:40   | Final          |

## Medalhistas
| Ouro   | FRA Steven Da Costa                              |
| Prata  | TUR Eray Şamdan                                  |
| Bronze | KAZ Darkhan Assadilov JOR Abdelrahman Al-Masatfa |

## Resultados

### Fase de grupos
Grupo A
| Carateca                | P | V | E | D | Pts | KAZ | TUR | EGY | JPN | AZE | Classificação |
| ----------------------- | - | - | - | - | --- | --- | --- | --- | --- | --- | ------------- |
| KAZ Darkhan Assadilov   | 4 | 4 | 0 | 0 | 8   | —   | 6–2 | 3–1 | 3–0 | 6–2 | Semifinal     |
| TUR Eray Şamdan         | 4 | 3 | 0 | 1 | 6   | 2–6 | —   | 4–1 | 2–1 | 7–1 | Semifinal     |
| EGY Ali El-Sawy         | 4 | 1 | 0 | 3 | 2   | 1–3 | 1–4 | —   | 3–4 | 1–0 |               |
| JPN Naoto Sago          | 4 | 1 | 0 | 3 | 2   | 0–3 | 1–2 | 4–3 | —   | 0–1 |               |
| AZE Firdovsi Farzaliyev | 4 | 1 | 0 | 3 | 2   | 2–6 | 1–7 | 0–1 | 1–0 | —   |               |

Grupo B
| Carateca                   | P | V | E | D | Pts | JOR | FRA  | EOR | LAT  | VEN | ITA | Classificação |
| -------------------------- | - | - | - | - | --- | --- | ---- | --- | ---- | --- | --- | ------------- |
| JOR Abdelrahman Al-Masatfa | 4 | 4 | 0 | 0 | 8   | —   | 7–4  | 3–0 | 8–3  | 4–1 | NIL | Semifinal     |
| FRA Steven Da Costa        | 4 | 3 | 0 | 1 | 6   | 4–7 | —    | 4–0 | 11–2 | 2–0 | NIL | Semifinal     |
| EOR Hamoon Derafshipour    | 4 | 2 | 0 | 2 | 4   | 0–3 | 0–4  | —   | 5–3  | 9–3 | NIL |               |
| LAT Kalvis Kalniņš         | 4 | 1 | 0 | 3 | 2   | 3–8 | 2–11 | 3–5 | —    | 4–2 | NIL |               |
| VEN Andrés Madera          | 4 | 0 | 0 | 4 | 0   | 1–4 | 0–2  | 3–9 | 2–4  | —   | 5–0 |               |
| ITA Angelo Crescenzo       | 0 | 0 | 0 | 0 | 0   | NIL | NIL  | NIL | NIL  | 0–5 | —   | Desistiu      |

### Fase final
|  | Semifinal                    | Semifinal         |                       |   | Final | Final |
|  |                              |                   |                       |   |       |       |
|  |                              |                   |                       |   |       |       |
|  |                              |                   |                       |   |       |       |
|  | A1KAZ Darkhan Assadilov      | 2                 |                       |   |       |       |
|  | A1KAZ Darkhan Assadilov      | 2                 |                       |   |       |       |
|  | B2FRA Steven Da Costa        | 5                 |                       |   |       |       |
|  | B2FRA Steven Da Costa        | 5                 | B2FRA Steven Da Costa | 5 |       |       |
|  |                              |                   | B2FRA Steven Da Costa | 5 |       |       |
|  |                              | A2TUR Eray Şamdan | 0                     |   |       |       |
|  | B1JOR Abdelrahman Al-Masatfa | A2TUR Eray Şamdan | 0                     | 0 |       |       |
|  | B1JOR Abdelrahman Al-Masatfa |                   |                       | 0 |       |       |
|  | A2TUR Eray Şamdan            | 2                 |                       |   |       |       |
|  | A2TUR Eray Şamdan            | 2                 |                       |   |       |       |